# Sania Mirza
Sania Mirza (Bombay, 15 november 1986) is een tennisspeelster uit India. Zij is opgegroeid in Haiderabad. Haar favoriete ondergrond is hardcourt. Zij is rechtshandig en speelt tweehandig aan beide zijden.
Zij begon met tennissen toen zij zes jaar oud was en werd prof in 2003. Zij wordt gecoacht door haar vader, Imran Mirza.

## Loopbaan
Mirza is de hoogst genoteerde tennisspeelster uit India ooit. Zij heeft verscheidene prestaties op haar naam staan waarin zij de eerste Indiase vrouw was – de eerste die een WTA-titel won (Haiderabad 2004 dubbelspel), de eerste die een WTA-enkelspeltitel won (Haiderabad 2005), de eerste die de derde ronde bereikte op een grandslamtoernooi (Australian Open 2005), de eerste die de vierde ronde bereikte (US Open 2005), de eerste die een miljoen dollar aan prijzengeld bijeensloeg (28 januari 2008), en de eerste Indiase vrouw die een grandslamtoernooi op haar naam schreef. Zij won namelijk in 2009 het gemengddubbelspeltoernooi op het Australian Open met landgenoot Mahesh Bhupathi.
Tot op heden(mei 2022) wist zij één WTA-enkelspeltoernooi te winnen en was zij driemaal verliezend finaliste. In het dubbelspel was zij succesvoller: zij won 43 WTA-vrouwendubbelspeltitels, naast drie titels in het gemengd dubbelspel.
In het vrouwendubbelspel won zij drie grandslamtitels: Wimbledon 2015, US Open 2015 en Australian Open 2016, alsmede het eindejaarskampioenschap van 2015, alle vier met Martina Hingis. In de periode maart 2015 tot en met mei 2016 bereikte zij samen met Hingis zeventien keer een dubbelspelfinale – meer in het bijzonder: in de periode september 2015 tot medio februari 2016 won dit koppel negen achtereenvolgende toernooien, waarbij zij een reeks van 41 partijen ongeslagen bleven.
In 2018 en 2019 was Mirza niet actief in het proftennis. In die periode kreeg zij een zoon.
Op de Olympische Spelen deed zij mee in 2008 (enkel- en vrouwendubbelspel), 2012 (vrouwen- en gemengd dubbelspel), in 2016 (vrouwen- en gemengd dubbelspel) en in 2020 (2021) (vrouwendubbelspel). In 2016 bereikte zij in het gemengd dubbelspel de halve finale, samen met Rohan Bopanna.
In de periode 2003–2020 maakte Mirza deel uit van het Indiase Fed Cup-team – zij behaalde daar een winst/verlies-balans van 27–10.

## Posities op deWTA-ranglijst
Positie per einde seizoen:
| jaar | rang enkelspel | rang dubbelspel |
| ---- | -------------- | --------------- |
| 2001 | 987            | –               |
| 2002 | 837            | 955             |
| 2003 | 399            | 346             |
| 2004 | 206            | 178             |
| 2005 | 31             | 111             |
| 2006 | 66             | 24              |
| 2007 | 32             | 18              |
| 2008 | 99             | 61              |
| 2009 | 58             | 37              |
| 2010 | 166            | 61              |
| 2011 | 88             | 11              |
| 2012 | 280            | 12              |
| 2013 | –              | 9               |
| 2014 | –              | 6               |
| 2015 | –              | 1               |
| 2016 | –              | 1               |
| 2017 | –              | 12              |
|      |                |                 |
| 2020 | –              | 237             |
| 2021 | –              | 62              |
| 2022 | –              | 24              |

## Palmares
| Legenda                | Legenda                  |
| ---------------------- | ------------------------ |
| Grandslamtoernooi      |                          |
| Olympische Spelen      |                          |
| Year-End Championships |                          |
| tot 2009               | 2009 – 2020 / vanaf 2021 |
| Tier I                 | Premier Mandatory        |
| Tier II                | Premier Five / WTA 1000  |
| Tier III               | Premier / WTA 500        |
| Tier IV & V            | International / WTA 250  |
|                        | Challenger / WTA 125     |

### WTA-finaleplaatsen enkelspel
| nr.              | finale     | toernooi         | ondergrond | tegenstandster    | score         |         |
| ---------------- | ---------- | ---------------- | ---------- | ----------------- | ------------- | ------- |
| gewonnen finales |            |                  |            |                   |               |         |
| 1.               | 2005-02-12 | WTA Haiderabad   | hardcourt  | Aljona Bondarenko | 6-4, 5-7, 6-3 | details |
| verloren finales |            |                  |            |                   |               |         |
| 1.               | 2005-08-28 | WTA Forest Hills | hardcourt  | Lucie Šafářová    | 6-3, 5-7, 4-6 | details |
| 2.               | 2007-07-29 | WTA Stanford     | hardcourt  | Anna Tsjakvetadze | 3-6, 2-6      | details |
| 3.               | 2009-02-15 | WTA Pattaya      | hardcourt  | Vera Zvonarjova   | 5-7, 1-6      | details |

### WTA-finaleplaatsen vrouwendubbelspel
| nr.              | finale     | toernooi              | ondergrond    | partner                | tegenstandsters                            | score            |         |
| ---------------- | ---------- | --------------------- | ------------- | ---------------------- | ------------------------------------------ | ---------------- | ------- |
| gewonnen finales |            |                       |               |                        |                                            |                  |         |
| 01.              | 2004-02-21 | WTA Haiderabad        | hardcourt     | Liezel Huber           | Li Ting Sun Tiantian                       | 7-6, 6-4         | details |
| 02.              | 2006-02-19 | WTA Bangalore         | hardcourt     | Liezel Huber           | Anastasia Rodionova Jelena Vesnina         | 6-3, 6-3         | details |
| 03.              | 2006-09-24 | WTA Calcutta          | hardcourt (i) | Liezel Huber           | Joelija Bejhelzymer Joeliana Fedak         | 6-4, 6-0         | details |
| 04.              | 2007-05-20 | WTA Fez               | gravel        | Vania King             | Andreea Ehritt-Vanc Anastasia Rodionova    | 6-1, 6-2         | details |
| 05.              | 2007-07-22 | WTA Cincinnati        | hardcourt     | Bethanie Mattek        | Alina Zjidkova Tatjana Poetsjek            | 7-6, 7-5         | details |
| 06.              | 2007-07-29 | WTA Stanford          | hardcourt     | Shahar Peer            | Viktoryja Azarenka Anna Tsjakvetadze       | 6-4, 7-6         | details |
| 07.              | 2007-08-25 | WTA New Haven         | hardcourt     | Mara Santangelo        | Cara Black Liezel Huber                    | 6-1, 6-2         | details |
| 08.              | 2009-04-12 | WTA Ponte Vedra Beach | gravel        | Chuang Chia-jung       | Květa Peschke Lisa Raymond                 | 6-3, 4-6, [10-7] | details |
| 09.              | 2010-09-19 | WTA Guangzhou         | hardcourt     | Edina Gallovits        | Han Xinyun Liu Wanting                     | 7-5, 6-3         | details |
| 10.              | 2011-03-19 | WTA Indian Wells      | hardcourt     | Jelena Vesnina         | Bethanie Mattek-Sands Meghann Shaughnessy  | 6-0, 7-5         | details |
| 11.              | 2011-04-09 | WTA Charleston        | gravel        | Jelena Vesnina         | Bethanie Mattek-Sands Meghann Shaughnessy  | 6-4, 6-4         | details |
| 12.              | 2011-07-31 | WTA Washington        | hardcourt     | Jaroslava Sjvedova     | Volha Havartsova Alla Koedrjavtseva        | 6-3, 6-3         | details |
| 13.              | 2012-02-12 | WTA Pattaya           | hardcourt     | Anastasia Rodionova    | Chan Hao-ching Chan Yung-jan               | 3-6, 6-1, [10-8] | details |
| 14.              | 2012-05-26 | WTA Brussel           | gravel        | Bethanie Mattek-Sands  | Alicja Rosolska Zheng Jie                  | 6-3, 6-2         | details |
| 15.              | 2013-01-05 | WTA Brisbane          | hardcourt     | Bethanie Mattek-Sands  | Anna-Lena Grönefeld Květa Peschke          | 4-6, 6-4, [10-7] | details |
| 16.              | 2013-02-23 | WTA Dubai             | hardcourt     | Bethanie Mattek-Sands  | Nadja Petrova Katarina Srebotnik           | 6-4, 2-6, [10-7] | details |
| 17.              | 2013-08-24 | WTA New Haven         | hardcourt     | Zheng Jie              | Anabel Medina Garrigues Katarina Srebotnik | 6-3, 6-4         | details |
| 18.              | 2013-09-28 | WTA Tokio             | hardcourt     | Cara Black             | Chan Hao-ching Liezel Huber                | 4-6, 6-0, [11-9] | details |
| 19.              | 2013-10-06 | WTA Peking            | hardcourt     | Cara Black             | Vera Doesjevina Arantxa Parra Santonja     | 6-2, 6-2         | details |
| 20.              | 2014-05-03 | WTA Oeiras            | gravel        | Cara Black             | Eva Hrdinová Valerija Solovjeva            | 6-4, 6-3         | details |
| 21.              | 2014-09-20 | WTA Tokio             | hardcourt     | Cara Black             | Garbiñe Muguruza Carla Suárez Navarro      | 6-2, 7-5         | details |
| 22.              | 2014-10-26 | WTA Finals            | hardcourt (i) | Cara Black             | Hsieh Su-wei Peng Shuai                    | 6-1, 6-0         | details |
| 23.              | 2015-01-17 | WTA Sydney            | hardcourt     | Bethanie Mattek-Sands  | Raquel Kops-Jones Abigail Spears           | 6-3, 6-3         | details |
| 24.              | 2015-03-22 | WTA Indian Wells      | hardcourt     | Martina Hingis         | Jekaterina Makarova Jelena Vesnina         | 6-3, 6-4         | details |
| 25.              | 2015-04-05 | WTA Miami             | hardcourt     | Martina Hingis         | Jekaterina Makarova Jelena Vesnina         | 7-5, 6-1         | details |
| 26.              | 2015-04-12 | WTA Charleston        | gravel        | Martina Hingis         | Casey Dellacqua Darija Jurak               | 6-0, 6-4         | details |
| 27.              | 2015-07-11 | Wimbledon             | gras          | Martina Hingis         | Jekaterina Makarova Jelena Vesnina         | 5-7, 7-6, 7-5    | details |
| 28.              | 2015-09-13 | US Open               | hardcourt     | Martina Hingis         | Casey Dellacqua Jaroslava Sjvedova         | 6-3, 6-3         | details |
| 29.              | 2015-09-26 | WTA Guangzhou         | hardcourt     | Martina Hingis         | Xu Shilin You Xiaodi                       | 6-3, 6-1         | details |
| 30.              | 2015-10-03 | WTA Wuhan             | hardcourt     | Martina Hingis         | Irina-Camelia Begu Monica Niculescu        | 6-2, 6-3         | details |
| 31.              | 2015-10-10 | WTA Peking            | hardcourt     | Martina Hingis         | Chan Hao-ching Chan Yung-jan               | 6-7, 6-1, [10-8] | details |
| 32.              | 2015-11-01 | WTA Finals            | hardcourt (i) | Martina Hingis         | Garbiñe Muguruza Carla Suárez Navarro      | 6-0, 6-3         | details |
| 33.              | 2016-01-09 | WTA Brisbane          | hardcourt     | Martina Hingis         | Angelique Kerber Andrea Petković           | 7-5, 6-1         | details |
| 34.              | 2016-01-15 | WTA Sydney            | hardcourt     | Martina Hingis         | Caroline Garcia Kristina Mladenovic        | 1-6, 7-5, [10-5] | details |
| 35.              | 2016-01-29 | Australian Open       | hardcourt     | Martina Hingis         | Andrea Hlaváčková Lucie Hradecká           | 7-6, 6-3         | details |
| 36.              | 2016-02-14 | WTA Sint-Petersburg   | hardcourt (i) | Martina Hingis         | Vera Doesjevina Barbora Krejčíková         | 6-3, 6-1         | details |
| 37.              | 2016-05-15 | WTA Rome              | gravel        | Martina Hingis         | Jekaterina Makarova Jelena Vesnina         | 6-1, 6-7, [10-3] | details |
| 38.              | 2016-08-21 | WTA Cincinnati        | hardcourt     | Barbora Strýcová       | Martina Hingis Coco Vandeweghe             | 7-5, 6-4         | details |
| 39.              | 2016-08-27 | WTA New Haven         | hardcourt     | Monica Niculescu       | Kateryna Bondarenko Chuang Chia-jung       | 7-5, 6-4         | details |
| 40.              | 2016-09-24 | WTA Tokio             | hardcourt     | Barbora Strýcová       | Liang Chen Yang Zhaoxuan                   | 6-1, 6-1         | details |
| 41.              | 2017-01-07 | WTA Brisbane          | hardcourt     | Bethanie Mattek-Sands  | Jekaterina Makarova Jelena Vesnina         | 6-2, 6-3         | details |
| 42.              | 2020-01-18 | WTA Hobart            | hardcourt     | Nadija Kitsjenok       | Peng Shuai Zhang Shuai                     | 6-4, 6-4         | details |
| 43.              | 2021-09-26 | WTA Ostrava           | hardcourt (i) | Zhang Shuai            | Kaitlyn Christian Erin Routliffe           | 6-3, 6-2         | details |
| verloren finales |            |                       |               |                        |                                            |                  |         |
| 01.              | 2006-04-09 | WTA Amelia Island     | gravel        | Liezel Huber           | Shinobu Asagoe Katarina Srebotnik          | 2-6, 4-6         | details |
| 02.              | 2006-05-27 | WTA Istanbul          | gravel        | Alicia Molik           | Aljona Bondarenko Anastasija Jakimava      | 2-6, 4-6         | details |
| 03.              | 2006-07-23 | WTA Cincinnati        | hardcourt     | Marta Domachowska      | Maria Elena Camerin Gisela Dulko           | 4-6, 6-3, 2-6    | details |
| 04.              | 2007-05-26 | WTA Istanbul          | gravel        | Chan Yung-jan          | Agnieszka Radwańska Urszula Radwańska      | 1-6, 3-6         | details |
| 05.              | 2011-06-03 | Roland Garros         | gravel        | Jelena Vesnina         | Andrea Hlaváčková Lucie Hradecká           | 4-6, 3-6         | details |
| 06.              | 2012-02-25 | WTA Dubai             | hardcourt     | Jelena Vesnina         | Liezel Huber Lisa Raymond                  | 2-6, 1-6         | details |
| 07.              | 2012-03-18 | WTA Indian Wells      | hardcourt     | Jelena Vesnina         | Liezel Huber Lisa Raymond                  | 2-6, 3-6         | details |
| 08.              | 2012-10-06 | WTA Peking            | hardcourt     | Nuria Llagostera Vives | Jekaterina Makarova Jelena Vesnina         | 5-7, 5-7         | details |
| 09.              | 2013-04-28 | WTA Stuttgart         | gravel (i)    | Bethanie Mattek-Sands  | Mona Barthel Sabine Lisicki                | 4-6, 5-7         | details |
| 10.              | 2014-03-15 | WTA Indian Wells      | hardcourt     | Cara Black             | Hsieh Su-wei Peng Shuai                    | 6-7, 2-6         | details |
| 11.              | 2014-04-27 | WTA Stuttgart         | gravel (i)    | Cara Black             | Sara Errani Roberta Vinci                  | 2-6, 3-6         | details |
| 12.              | 2014-08-10 | WTA Montréal          | hardcourt     | Cara Black             | Sara Errani Roberta Vinci                  | 6-7, 3-6         | details |
| 13.              | 2014-10-05 | WTA Peking            | hardcourt     | Cara Black             | Andrea Hlaváčková Peng Shuai               | 4-6, 4-6         | details |
| 14.              | 2015-02-28 | WTA Doha              | hardcourt     | Hsieh Su-wei           | Raquel Kops-Jones Abigail Spears           | 4-6, 4-6         | details |
| 15.              | 2015-05-17 | WTA Rome              | gravel        | Martina Hingis         | Tímea Babos Kristina Mladenovic            | 4-6, 3-6         | details |
| 16.              | 2016-04-24 | WTA Stuttgart         | gravel (i)    | Martina Hingis         | Caroline Garcia Kristina Mladenovic        | 6-2, 1-6, [6-10] | details |
| 17.              | 2016-05-07 | WTA Madrid            | gravel        | Martina Hingis         | Caroline Garcia Kristina Mladenovic        | 4-6, 4-6         | details |
| 18.              | 2016-10-01 | WTA Wuhan             | hardcourt     | Barbora Strýcová       | Bethanie Mattek-Sands Lucie Šafářová       | 1-6, 4-6         | details |
| 19.              | 2017-01-13 | WTA Sydney            | hardcourt     | Barbora Strýcová       | Tímea Babos Anastasija Pavljoetsjenkova    | 4-6, 4-6         | details |
| 20.              | 2017-04-02 | WTA Miami             | hardcourt     | Barbora Strýcová       | Gabriela Dabrowski Xu Yifan                | 4-6, 3-6         | details |
| 21.              | 2021-08-28 | WTA Cleveland         | hardcourt     | Christina McHale       | Shuko Aoyama Ena Shibahara                 | 5-7, 3-6         | details |
| 22.              | 2022-04-10 | WTA Charleston        | gravel        | Lucie Hradecká         | Andreja Klepač Magda Linette               | 2-6, 6-4, [7-10] | details |
| 23.              | 2022-05-21 | WTA Straatsburg       | gravel        | Lucie Hradecká         | Nicole Melichar Darja Gavrilova            | 7-5, 5-7, [6-10] | details |

### Finaleplaatsen gemengd dubbelspel

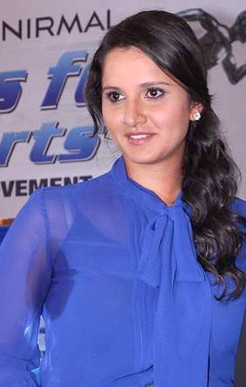
Sania Mirza in 2014

| nr.              | finale     | toernooi        | ondergrond | partner         | tegenstanders                       | score            |         |
| ---------------- | ---------- | --------------- | ---------- | --------------- | ----------------------------------- | ---------------- | ------- |
| gewonnen finales |            |                 |            |                 |                                     |                  |         |
| 1.               | 2009-01-31 | Australian Open | hardcourt  | Mahesh Bhupathi | Nathalie Dechy Andy Ram             | 6-3, 6-1         | details |
| 2.               | 2012-06-07 | Roland Garros   | gravel     | Mahesh Bhupathi | Klaudia Jans Santiago González      | 7-6, 6-1         | details |
| 3.               | 2014-09-05 | US Open         | hardcourt  | Bruno Soares    | Abigail Spears Santiago González    | 6-1, 2-6, [11-9] | details |
| verloren finales |            |                 |            |                 |                                     |                  |         |
| 1.               | 2008-01-27 | Australian Open | hardcourt  | Mahesh Bhupathi | Sun Tiantian Nenad Zimonjić         | 6-7, 4-6         | details |
| 2.               | 2014-01-26 | Australian Open | hardcourt  | Horia Tecău     | Kristina Mladenovic Daniel Nestor   | 3-6, 2-6         | details |
| 3.               | 2016-06-03 | Roland Garros   | gravel     | Ivan Dodig      | Martina Hingis Leander Paes         | 6-4, 4-6, [8-10] | details |
| 4.               | 2017-01-29 | Australian Open | hardcourt  | Ivan Dodig      | Abigail Spears Juan Sebastián Cabal | 2-6, 4-6         | details |

### Gewonnen ITF-toernooien enkelspel
| nr. | finale     | toernooi   | dotatie  | tegenstandster in finale | score         |
| --- | ---------- | ---------- | -------- | ------------------------ | ------------- |
| 01. | 2002-09-22 | Haiderabad | $ 10.000 | Akgul Amanmuradova       | 6-1, 6-2      |
| 02. | 2002-11-10 | Manilla    | $ 10.000 | Wang I-ting              | 2-6, 6-4, 7-5 |
| 03. | 2002-11-17 | Manilla    | $ 10.000 | Akgul Amanmuradova       | 6-0, 4-6, 6-3 |
| 04. | 2003-02-23 | Benin City | $ 10.000 | Franziska Etzel          | 6-3, 6-3      |
| 05. | 2003-03-02 | Benin City | $ 10.000 | Anca Anastasiu           | 6-1, 7-5      |
| 06. | 2003-10-05 | Jakarta    | $ 10.000 | Rushmi Chakravarthi      | 6-3, 7-5      |
| 07. | 2004-02-01 | Boca Raton | $ 10.000 | Cory-Ann Avants          | 6-3, 6-2      |
| 08. | 2004-05-30 | Campobasso | $ 10.000 | Magda Mihalache          | 6-3, 6-4      |
| 09. | 2004-08-08 | Wrexham    | $ 10.000 | Irina Bulykina           | 1-6, 6-4, 6-1 |
| 10. | 2004-08-15 | Hampstead  | $ 10.000 | Jaslyn Hewitt            | 4-6, 6-1, 6-0 |
| 11. | 2004-10-09 | Lagos      | $ 25.000 | Tiffany Dabek            | 6-3, 5-7, 6-3 |
| 12. | 2004-10-16 | Lagos      | $ 25.000 | Chanelle Scheepers       | 4-6, 7-6, 7-5 |
| 13. | 2009-07-26 | Lexington  | $ 50.000 | Julie Coin               | 7-6, 6-4      |
| 14. | 2010-12-18 | Dubai      | $ 75.000 | Bojana Jovanovski        | 4-6, 6-3, 6-0 |

## Resultaten grandslamtoernooien
| Legenda | Legenda                          |
| ------- | -------------------------------- |
| g.t.    | geen toernooi gehouden           |
| l.c.    | lagere categorie                 |
| –       | niet deelgenomen                 |
| G       | uitgeschakeld in de groepsfase   |
| 1R      | uitgeschakeld in de eerste ronde |
| 2R      | uitgeschakeld in de tweede ronde |
| 3R      | uitgeschakeld in de derde ronde  |
| 4R      | uitgeschakeld in de vierde ronde |
| KF      | uitgeschakeld in de kwartfinale  |
| HF      | uitgeschakeld in de halve finale |
| F       | de finale verloren               |
| W       | het toernooi gewonnen            |
| w-v     | winst/verlies-balans             |

### Enkelspel
| Toernooi        | 2005 | 2006 | 2007 | 2008 | 2009 | 2010 | 2011 | 2012 | w-v |
| --------------- | ---- | ---- | ---- | ---- | ---- | ---- | ---- | ---- | --- |
| Australian Open | 3R   | 2R   | 2R   | 3R   | 2R   | 1R   | 1R   | 1R   | 7-8 |
| Roland Garros   | 1R   | 1R   | 2R   | –    | 1R   | –    | 2R   | –    | 2-5 |
| Wimbledon       | 2R   | 1R   | 2R   | 2R   | 2R   | 1R   | 1R   | –    | 4-7 |
| US Open         | 4R   | 2R   | 3R   | –    | 2R   | 2R   | 1R   | –    | 8-6 |

### Vrouwendubbelspel
| toernooi        | 2005 | 2006 | 2007 | 2008 | 2009 | 2010 | 2011 | 2012 | 2013 | 2014 | 2015 | 2016 | 2017 |      | 2020 | 2021 | 2022 | 2023  | w-v |
| --------------- | ---- | ---- | ---- | ---- | ---- | ---- | ---- | ---- | ---- | ---- | ---- | ---- | ---- | ---- | ---- | ---- | ---- | ----- | --- |
| Australian Open | –    | 1R   | 3R   | 3R   | 1R   | 3R   | 1R   | HF   | 1R   | KF   | 2R   | W    | 3R   | 1R   | –    | 1R   | 2R   | 23-14 |     |
| Roland Garros   | 2R   | 3R   | 1R   | –    | 2R   | –    | F    | 1R   | 3R   | KF   | KF   | 3R   | 1R   | –    | –    | 3R   |      | 21-12 |     |
| Wimbledon       | 1R   | 2R   | 3R   | KF   | 2R   | 2R   | HF   | 3R   | 3R   | 2R   | W    | KF   | 3R   | g.t. | 2R   | 1R   |      | 29-14 |     |
| US Open         | 1R   | 3R   | KF   | –    | 2R   | 1R   | 3R   | 3R   | HF   | HF   | W    | KF   | HF   | –    | 1R   | –    |      | 31-12 |     |

### Gemengd dubbelspel
| Australian Open | –  | 1R | 1R | F  | W  | –  | HF | KF | F  | HF | HF | F  | –  | KF | F | 32-11 |
| Roland Garros   | –  | 1R | 2R | –  | 1R | 1R | W  | 1R | 2R | 1R | F  | KF | –  | 2R |   | 14-10 |
| Wimbledon       | 2R | 3R | 2R | 2R | 3R | KF | 2R | KF | 3R | KF | 2R | 3R | 3R | HF |   | 17-14 |
| US Open         | –  | 1R | KF | –  | 2R | 1R | KF | 1R | W  | 1R | 2R | 1R | 1R | –  |   | 11-10 |